# Tapinoma opacum
Tapinoma opacum este o specie de furnică din genul Tapinoma Descrisă de Wheeler și Mann în 1914, specia este endemică în Republica Dominicană, Haiti și în alte zone din Antilele Mari.